# Neuzeitliche Druiden
Unter Neuzeitlichen Druiden (auch „Moderne Druiden“) versteht man Gruppen und Personen, die sich auf unterschiedliche Art und Weise auf die historischen Druiden und Druidinnen der Kelten beziehen. Einige jüngere dieser Gruppen, vor allem der Orden der Barden, Ovaten und Druiden und die Ár nDraíocht Féin werden auch als neuheidnische Gruppen aufgefasst und als „Neo-Druiden“ oder „neo-pagane Druiden“ bezeichnet. Andere ältere, verstärkt von Christentum und Freimaurerei beeinflusste Gruppierungen wie der Ancient Order of Druids und die daraus entstandene International Grand Lodge of Druidism werden als Abgrenzung manchmal als „romantische“ oder „meso-pagane“ Druiden bezeichnet.

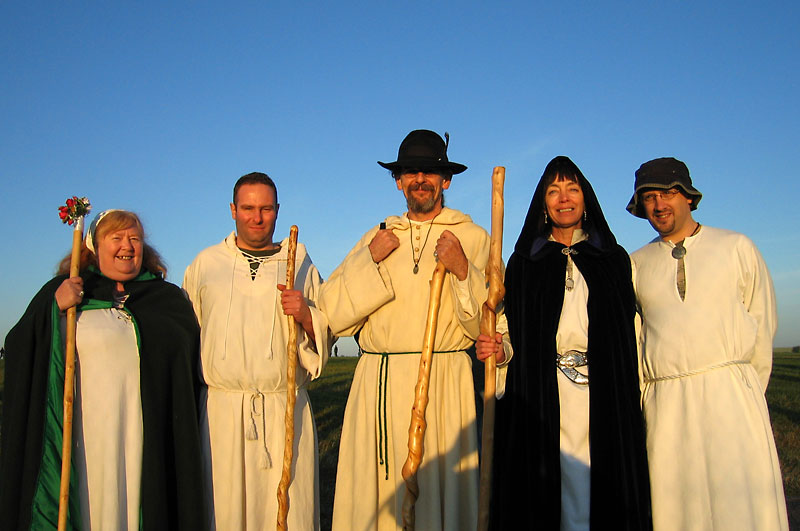
Moderne Druiden

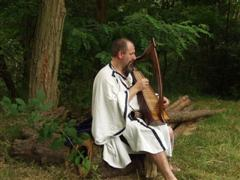
Ein neuheidnischer Druide aus Deutschland beim Harfenspiel.

## Ursprungsmythos der modernen Druiden
Die neuzeitlichen Druiden besitzen ein kompliziertes System von Entstehungsmythen. Häufiges Thema ist die Herkunft der Druiden aus Atlantis oder von den mythischen Hyperboräern, wobei auf Sagengestalten wie Abaris oder Zalmoxis eingegangen wird, die bereits bei antiken Autoren wie Hippolyt von Rom und Strabon spekulativ mit den Kelten und den Druiden in Verbindung gebracht wurden. Laut Edward Williams war der Begründer des Druidentums Hu Gadarn, der aus dem „Sommerland Atlantia“ die erste Besiedlung Britanniens angeführt haben soll. Das moderne Druidentum soll seinen Ursprung im „Mount Haemus Grove“ haben, einem Treffen bardischer und druidischer Abgesandter im Jahr 1245, bei dem sich die letzten Reste des keltischen Druidentums mitten in einer Phase der Renaissance von neuplatonischen und pythagoreischen Gedanken auf eine gemeinsame Lehre und eine Weiterführung des Ordens einigten. Auf dieses Treffen soll direkt die Existenz des Ancient Order of Druids in Oxford zurückzuführen sein. Einige moderne Druiden wie Ross Nichols und Edward Williams behaupteten, Mitglieder in geheimen Orden gewesen zu sein, deren Existenz länger zurückreiche als die ersten beiden historisch nachgewiesenen Druidenorden, der Mount Haemus Grove von 1694 und der Ancient Druid Order von 1717. Weitere wichtige Rollen spielen die mythischen „Gründerfiguren“ des Druidentums wie Merlin und Taliesin.

## Geschichte

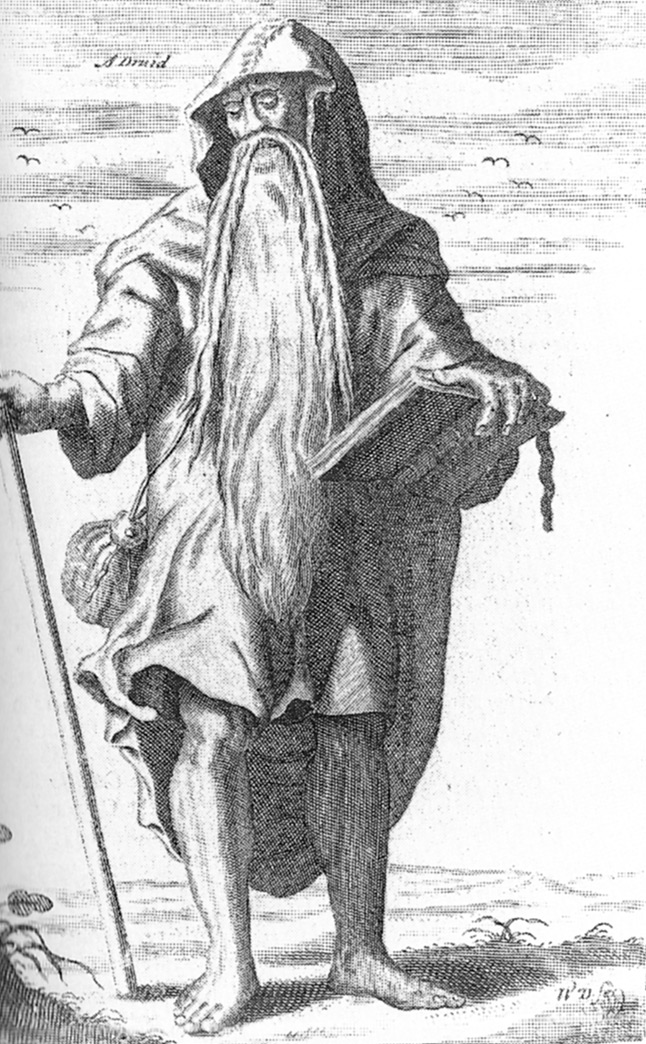
Imaginierter Druide aus Aylett Sammes’ Britannia Antiqua Illustrata, 1676

Die Wurzeln des modernen Druidentums liegen im Zeitalter der Romantik. Hauptursprünge waren die Bewegung der Unitarier und des Universalismus, die christliche und „naturreligiöse“ Überzeugungen miteinander verbanden und somit Grundlagen für eine positive Auseinandersetzung mit heidnischen Ideen bildeten. Auslöser der „Druidenbewegung“ waren unter anderem die Arbeiten des Altertumsforschers John Aubrey (1626–1697), der Stonehenge mit den Druiden in Verbindung brachte, sowie später die Ossian-Dichtung James Macphersons.
Im Jahr 1717 ließ der mit Aubrey befreundete und von seinen Schriften begeisterte John Toland (1670–1722) in Covent Garden ein Treffen von Delegierten „druidischer und bardischer Kreise aus ganz Großbritannien, Irland und der Bretagne“ abhalten und gründete dort den „Mutterhain“ des Ancient Druid Order oder Universal Druid Bond, woraufhin er in einer Zeremonie des Herbst-Äquinoktiums zum Erz-Druiden gekürt worden sein soll. Ein weiterer begeisterter Anhänger John Aubreys war der Arzt und Pfarrer William Stukeley (1687–1765), der (unter Berufung auf John Aubrey) einen Zusammenhang zwischen Steinkreisen (zum Beispiel Stonehenge) und der keltischen Religion herstellte (welcher heute historisch und archäologisch widerlegt ist) und eine Mount Haemus Grove genannte Organisation begründete, die nach anderen Quellen jedoch von Aubrey selbst im Jahr 1694 gegründet wurde. Er gab sich den Namen Chyndonax (nach einem angeblichen Druiden der auf einer 1623 gefundenen Bronzetafel aus Dijon erwähnt wurde) und bezeichnete sich als Erzdruiden und seine Zeitgenossin und Anhängerin Prinzessin Augusta als „Veleda, Erzdruidin von Kew“.
1781 wurde von Henry Hurle unter Stukeleys Einfluss ein weiterer Orden gegründet, der Ancient Order of Druids, der stark freimaurerisch beeinflusst war. Im Jahr 1791 gründete der walisische Steinmetz, Dichter und Antiquar Edward Williams, der sich den Bardennamen Iolo Morganwg gab und behauptete, in ununterbrochener Linie von einem alten kymrischen Druidengeschlecht abzustammen, den Gorsedd of Bards, einen „keltischen Hügelkult“, dessen Ritual sogar in die offizielle Dichterkürung der walisischen Eisteddfod aufgenommen wurde. Morganwg veröffentlichte mehrere Gedichte und Bücher, darunter auch auf spuriosen Schriften des Llewelyn Sion basierende Fälschungen, die er als Barddas, als authentische Bardenüberlieferungen, ausgab und behauptete, dass das Werk, das dem walisischen Dichter Taliesin zugeschrieben wurde, ein komplettes „Druidisches System“ enthalte.
Im Jahr 1833 spaltete sich vom Ancient Order of Druids der United Ancient Order of Druids (UAOD) ab, der keinen Geheimbund mehr darstellen wollte, sondern eine Wohltätigkeitsorganisation ähnlich den Odd Fellows ist. 1820 errichtete der britische Exzentriker William Danby einen Stonehenge nachempfundenen „druidischen Tempel“; weitere erwähnenswerte Zeitgenossen, die sich selbst als Druiden identifizierten, waren die Dichter William Wordsworth (1770–1850), William Blake (1757–1827) und Thomas Grey (1716–1771), der Chirurg William Price (1800–1893), der als Erzdruide von Wales auftrat und in Großbritannien die „keltische Sitte“ der Feuerbestattung einführte, der Unitarier-Prediger Richard Lloyd-Jones und die walisischen Barden Owen Morgan und Myfyr Morganwg (von denen letzterer ebenfalls das Amt des „Erzdruiden“ für sich in Anspruch nahm).
Ein Orden, der sich The Universal Bond nannte und ein Überrest des ADO war, existierte bis 1963, als Ross Nichols (1902–1975) mit den meisten verbliebenen Mitgliedern den Order of Bards, Ovates & Druids (OBOD) gründete. Im gleichen Jahr wurden in den USA am Carlton College, Minnesota, von Studenten die Reformed Druids of North America (RDNA) gegründet, aus denen 1984 die Ar nDraoicht Fein (ADF) hervorging, die heute die zahlenmäßig stärkste neo-druidische Organisation in Amerika darstellt.
Neben zahlreichen weiteren kleineren Ordensgemeinschaften, die zumeist auf dem Ordensgerüst des OBOD aufbauen, bestehen auch gruppenübergreifende Dachverbände, so zum Beispiel die britische Druids Society oder das auch im Internet aktive Druid Network.
Im Vereinigten Königreich wurde im September 2010 das Druid Network offiziell als Religion anerkannt. Nach der britischen Charity Commission, die für die Anerkennung von gemeinnützigen Organisationen zuständig ist, könne die Verehrung von Naturgottheiten als „religiöse Aktivität“ gesehen werden. Nach Angaben der BBC würden sich etwa 10.000 Menschen in Großbritannien als Druiden bezeichnen.

## Inhalte
Die frühen Druidenorden waren stark von Inhalten der Aufklärung geprägt. Beeinflusst von Gedanken der Unitarier und des Universalismus, verbanden sie christliche, freimaurerische und keltische Ideen zu einer Art pantheistischen Naturreligion. Iolo Morganwg lehrte die Existenz einer Ursubstanz Manred und die Reise durch drei Kreise des Seins, Abred („Evolution“), Gwynfyd („Reinheit“) und Ceugant („Unendlichkeit“), wobei der Ursprung von Manred in Annwn liegen soll. Daraus entstand eine Form von Reinkarnationslehre, die auf dem überlieferten Wissen über die Druiden und der pythagoräischen Philosophie fußt. Mitunter flossen auch Gedankengänge aus dem Hinduismus und Buddhismus in das moderne Druidentum mit ein (so bei den Franzosen Fabre d’Olivet und Edouard Schuré, nach denen ein Druide namens Ram in Indien den Hinduismus begründet haben soll). Laut der von Owen Morgan, oder Morien, entwickelten Philosophie verehrten die Druiden einen Gott Celi (Der Verborgene) und eine Göttin Ced (Hilfe); Celi symbolisiert die Sonne und durchwandert das Universum in verschiedenen Emanationen unter anderem als Hu Gadarn, Artus und Taliesin. Celi wird auch mit Gwion Bach und Ced mit Ceridwen identifiziert. Laut Morien ist das Firmament ein Rad, in dessen Mitte der Thron des Sonnengottes Hu Gadarn, des Sohnes von Celi, steht.
Sowohl Iolo Morganwg als auch später Ross Nichols und dessen Nachfolger Philip Carr-Gomm erschufen Naturrituale auf hermetisch-freimaurerischem Fundament, die an keine feste Konfession gebunden sind und von Christen oder Buddhisten ebenso wie von Neuheiden ausgeübt werden können. In neueren Veröffentlichungen Carr-Gomms finden sich jedoch Lehren von der Verehrung eines männlich-weiblichen „Ur-Göttlichen“ wieder, die enge Verwandtschaft zur Wicca-Religion aufweisen und von ihm „Druidcraft“, eine Synthese aus Neodruidismus und Wicca („Witchcraft“), genannt werden. Die amerikanische Ár nDraíocht Féin rekonstruiert im Gegensatz zu Morganwg und Morien den altkeltischen polytheistischen Glauben und orientiert sich hierbei stark an Theorien über die Indogermanische Religion.
Obwohl im modernen Druidentum also keltische Götter und Heroen auftreten und mitunter verehrt werden, gelten diese als Teil der Natur oder des Kosmos, als versinnbildlichte Naturkräfte. Großen Einfluss hatte ab Anfang der 1980er Jahre der Core-Schamanismus von Michael Harner, der unter dem dem OBOD angehörenden Ehepaar John und Caitlin Matthews unter Verwendung inselkeltischer Symbolik zum „keltischen Schamanismus“ entwickelt wurde. Neben diesem schamanischen Element arbeiten auch viele Gruppen mit Elementen aus der Artussage; die Suche nach dem heiligen Gral wird von den meisten als wichtige geistige Arbeit betrachtet. Besonders auf den Atlantis-Mythos bezieht sich der amerikanische Druide Douglas Monroe. Daneben betreibt der OBOD einen ausgeprägten Baumkult, der zur Pflanzung vieler moderner heiliger Haine geführt hat, so dass es auch gewisse Überschneidungen zwischen Neo-Druiden und Umweltbewegung gibt. Die Druiden begehen die Feste des keltischen Jahreskreises, betreiben Astrologie, Baumhoroskope und Mantik, Naturheilkunde, mitunter Alchemie sowie Magie mit Hilfe von Coelbren, Runen und Ogham. Ein keltischer Baumkalender, ein druidisches Tarot, „keltisches“ Reiki und sogar ein Druidenyoga namens „Wyda“ sind bekannt.
Das moderne Druidentum kennt ein Gradsystem, das sich offiziell auf die Grade der irischen Filidh beruft, historisch aber von den drei Graden der Freimaurerei herrührt:
°1 Ovate
°2 Barde
 °3 Druide
Einige Orden benennen allerdings auch den °1 Barde und den °2 Ovate. Über den drei Graden steht zumeist der jeweilige Erz-Druide als Ordensoberhaupt. Daneben haben vereinzelte Gruppen jedoch auch abweichende Bezeichnungen und kennen mitunter verschiedene Hochgrade.

## Bekannte „Druiden“
| Name                                         | Zeitraum  | Beschreibung |
| -------------------------------------------- | --------- | --- |
| William Blake                                | 1757–1827 | englischer Dichter, Maler und Naturmystiker, identifizierte sich mit den Druiden |
| Isaac Bonewits                               | 1949–2010 | amerikanischer Singer-Songwriter und Esoterik-Buchautor, Erz-Druide des RDNA Hains von Berkley und Gründer der ADF |
| Philip Carr-Gomm                             | * 1952    | britisch-neuseeländischer Esoterik-Buchautor und Psychotherapeut, chosen Chief des OBOD |
| Winston Churchill                            | 1874–1965 | britischer Politiker, zweimaliger Premierminister, trat 1908 in die Albion Loge des AOD ein |
| Evan Davies                                  | 1801–1888 | auch bekannt als Myfyr Morganwg, Erzdruide von Wales und Nachfolger von Edward Williams, führte Elemente nahöstlicher Philosophien im Druidentum ein |
| Königin Elisabeth II.                        | 1926–2022 | Königin des Vereinigten Königreichs von Großbritannien und Nordirland und Staatsoberhaupt des Commonwealth, Ehrendruidin der walisischen Gorsedd of Bards |
| Charles James Fox                            | 1749–1806 | englischer Staatsmann und Redner, mehrfacher Außenminister des Vereinigten Königreichs. Schlug 1787 die Abschaffung der Sklaverei vor und befürwortete die Französische Revolution. Seit 1783 Mitglied des Ancient Order of Druids. |
| Robert Graves                                | 1895–1985 | britischer Schriftsteller und Dichter, bezeichnete sich selbst nie als Druide, war aber von den Arbeiten Edward Williams beeinflusst und übte vor allem mit seinem Werk The White Goddess einen starken Einfluss auf das britische Druidentum aus. Einige moderne Druiden wie Philip Carr-Gomm zählen ihn aus diesem Grunde zu den Druiden, obgleich nicht nachzuweisen ist, dass Graves selbst je einem Orden angehört hat.   |
| Neven Henaff                                 | 1908–1983 | bretonischer Chemiker und Nationalist, im Zweiten Weltkrieg Kollaborateur und SS-Untersturmführer, veröffentlichte Studien zum Kalender von Coligny und gründete eine druidische Gesellschaft in der Bretagne |
| Henry Hurle                                  |           | britischer Freimaurer und Zimmermann, gründete 1781 den Ancient Order of Druids (AOD). |
| Robert Lee „Skip“ Ellison                    |           | amerikanischer Esoterik-Buchautor, Erz-Druide der ADF |
| Gerald Gardner                               | 1884–1964 | Britischer Beamter, Hobby-Anthropologe und Esoterik-Buchautor, gilt als Begründer der Wicca-Religion, war Druide des ADO bzw. des Universal Bond. |
| Thomas Grey                                  | 1716–1771 | Englischer Dichter und Professor für neuere Geschichte in Cambridge, Verfasser von The Bard. |
| John und Caitlin Matthews                    |           | englische Historiker und Esoterik-Buchautoren, Druiden des OBOD |
| Douglas Monroe                               |           | amerikanischer Esoterik-Buchautor und Gründer des „New Forest Centre for Magical Studies“. |
| Owen Morgan                                  | 1858–1920 | walisischer Dichter und Buchautor, Verfasser der Short History of Wales. Nannte sich selbst Morien und entwickelte die Theologie um das Götterpaar Celi und Ced. |
| Charles Mountbatten-Windsor, Prince of Wales | * 1948    | britischer Thronfolger und Politiker, studierter Anthropologe und Archäologe, Ehrendruide der walisischen Gorsedd of Bards |
| Ross Nichols                                 | 1902–1975 | englischer Privatdozent, Historiker, Dichter und Dekan der Celtic Orthodox Church, Mitglied des ADO bzw. Universal Bonds, später Begründer und Erz-Druide des OBOD, gab sich selbst den Druidennamen Nuinn |
| Gwydion Pendderwen                           | 1946–1982 | amerikanischer Psychedelic-Folk-Musiker. |
| Arthur Uther Pendragon                       |           | britischer Ex-Hellsangel, Soldat, Politiker, Bauarbeiter und Exzentriker, erklärt die Reinkarnation König Artus zu sein und erhebt Anspruch auf die britische Königswürde. Zu seinen medienwirksam inszenierten Aktionen zählt eine öffentliche Klage gegen den Abriss Camelots und das Abhalten illegaler Versammlungen auf dem Gebiet von Stonehenge, Erz-Druide des Secular Order of Druids und der Loyal Arthurian Warband |
| William Price                                | 1800–1893 | walisischer Chirurg, Politiker und Exzentriker, führte durch die illegale Kremation seines verstorbenen Sohnes die Brandbestattung in Großbritannien ein, war Erz-Druide von Wales |
| G.W. MacGregor Reid                          | 1909–1946 | britischer Okkultist, Mitbegründer von Nuada und Erz-Druide des Universal Bond |
| Augusta von Sachsen-Gotha                    | 1719–1772 | britische Adlige, trug den Titel „Veleda, Erz-Druidin von Kew“. Der Titel war vermutlich rein formaler Natur, es gibt keinerlei Hinweise darauf, dass sie jemals offiziell an druidischen Zeremonien teilnahm. |
| Philip Shallcrass                            |           | britischer Esoterik-Buchautor und Erz-Druide des British Druid Order |
| William Stukeley                             | 1687–1765 | britischer Kleriker, Maler und Schriftsteller, wird als Mitbegründer des Universal Bonds genannt und war Erz-Druide von Wales, gab sich selbst den Druidennamen Chyndonax |
| John Toland                                  | 1670–1722 | irischer Philosoph und Schriftsteller, wird als Begründer des ADO genannt |
| Rafig Tullou                                 | 1909–1990 | bretonischer Bildhauer und Bühnenbildner, bretonischer Nationalist, der Mitbegründer der neo-druidischen Organisation Kredenn Geltiek Hollvede war |
| Edward Williams                              | 1747–1826 | walisischer Steinmetz, Dichter und Antiquar, gründete die Gorsedd of Wales und brachte unter anderem das Werk Barddas heraus |
| Rowan Williams                               | * 1950    | britischer Theologe und Erzbischof von Canterbury, Erz-Druide der walisischen Gorsedd of Bards |
| Taliesin Williams                            | 1787–1847 | walisischer Steinmetz und Schullehrer, Sohn von Edward Williams und Herausgeber und Kommentator seiner Werke |
| William Wordsworth                           | 1770–1850 | britischer Dichter der Romantik |

## Organisationen
- Ancient Druid Order (ADO) – auch bekannt als Most ancient Order of Druids. Gegründet von John Toland, angeblich 1717 in London, wurde später zum Universal Druid Bond oder Druid Circle of the Universal Bond. Die Existenz des Ordens ist allerdings erst später im 18. Jahrhundert nachweisbar, sodass manche Gelehrte wie Peter Berresford-Ellis den ADO lediglich als eine spätere Abspaltung des 1781 gegründeten Ancient Order of Druids und das ADO-Gründungsjahr als Mythos ansehen.
- Ár nDraíocht Féin (ADF) – auch bekannt als A Druid Fellowship, wurde 1984 vom RDNA-Mitglied Isaac Bonewits gegründet und versteht sich als neo-pagane Gruppe.
- Archaeological Order of Druids (AAOD) – wurde 1874 von Wentworth Little gegründet und benannte sich später in Ancient Masonic Order of Druids (AMOD) um. Es handelt sich um eine rosenkreuzerisch-freimaurerische Organisation in die nur Meistergrade zugelassen wurden. 1912 entstand die erste amerikanische Loge, die sich später The Order of Druids in America (AODA) nannte.
- International Grand Lodge of Druidism (IGLD) – 1908 in München als internationaler Dachverband der meisten aus dem Ancient Order of Druids hervorgegangenen Vereinigungen gegründet. Humanistische und aufklärerische Ziele unter weitgehender Loslösung vom romantisierenden Druiden-Mythos.
- British Druid Order (BDO) – wurde 1979 von Philip Shallcrass gegründet und lehrt „druidischen Schamanismus“.
- Druid Hermeticists – eine hermetische Gruppierung, die zwischen 1901 und 1914 in Stonehenge Rituale vollzog.
- The Druid Order – eine Abspaltung des Ancient Druid Orders bzw. Universal Bonds, die nach 1964 unabhängig vom OBOD weiter existierte, nicht zu verwechseln mit dem UADO der auch umgangssprachlich als „The Druid Order“ bezeichnet wird.
- The Druid Society – eine deistische freimaurerische Gesellschaft, die auf eine 1788 in Newburgh gegründete Freimaurerloge zurückging und bis 1806 Bestand hatte, nicht zu verwechseln mit dem gleichnamigen britischen Dachverband.
- Gorsedd of Bards – eine 1792 von Iolo Morganwg begründete Dichter- und Schriftstellergemeinschaft, die einen keltisch beeinflussten „Hügelkult“ betreibt. Sie besteht bis heute als Teil der walisischen Eisteddfod und beeinflusste unter anderem die Rituale des Universal Bonds und des OBOD.
- Mount Haemus Grove – angebliche Gründung 1694 entweder durch John Aubrey oder William Stukeley in Oxford. Nur nachweisbar als späterer Hain des Ancient Order of Druids in Oxford, auch Bezeichnung des mythischen Ur-Hains des Druidentums, der im 13. Jahrhundert in Oxford gegründet worden sein soll.
- Nuada – eine druidische Abspaltung des Golden Dawn, die 1916 in London von McGregor Reid gegründet wurde, der zur selben Zeit ebenfalls Erzdruide des Universal Bonds war.
- The Order of Bards, Ovates and Druids (OBOD) – entstand durch Ross Nichols 1964 aus dem Ancient Druid Order bzw. Universal Bond nach dem Tode des AOD-Erzdruiden Robert Reid.
- Reformed Druids of North America (RDNA) – entstand 1964 als Studentengruppe am amerikanischen Carlton College. Die RDNA bestehen bis heute und befassen sich vielfach in Form von humoristischen Schriften mit dem Druidentum.
- The Universal Bond – auch bekannt als Church of the Universal Bond, gegründet 1918 aus dem ADO heraus von Mac Gregor Reid. Mitglieder waren unter anderem Wicca-Begründer Gerald Gardner und der spätere OBOD-Gründer Ross Nichols. Der Orden bestand bis Zum Tod seines Erzdruiden Robert Reid, Mac Gregor Reids Sohn 1963.